# Melanepalpus meraculus
Melanepalpus meraculus là một loài ruồi trong họ Tachinidae.